# DKW SB 200/250/300/350

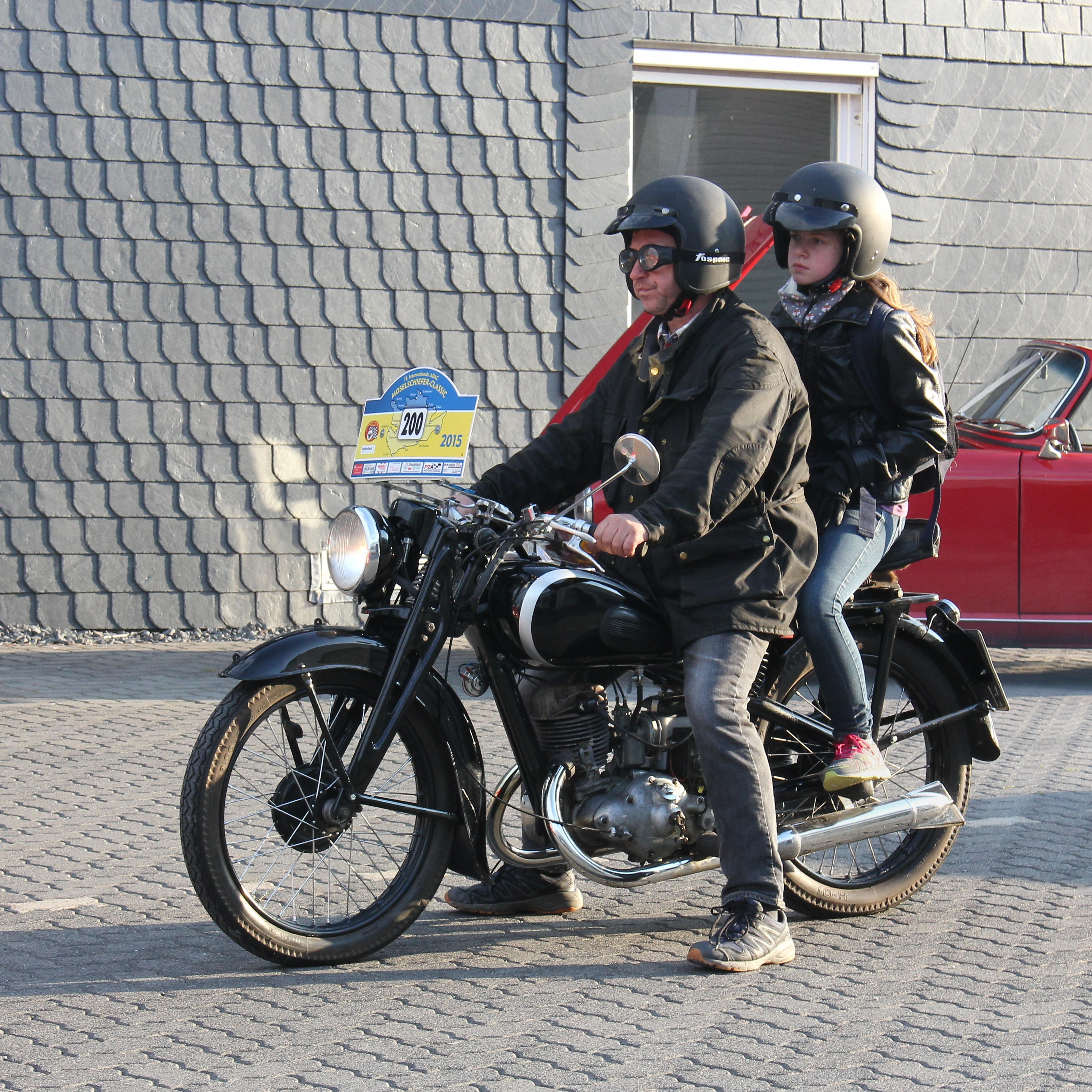
DKW SB 250 von 1938 bei der Internationalen ADAC Moselschiefer Classic 2015

Die DKW SB 200, SB 250, SB 300 und SB 350 sind Motorräder der SB-Reihe, die die Auto Union AG im DKW-Stammwerk in Zschopau von 1934 bis 1938 baute. Neben der SB 250 wurde zeitgleich auch eine in der Ausstattung nur geringfügig geänderte Variante als DKW Sport 250 angeboten.

## Technik
Die SB-Baureihe entstand in Anlehnung an die DKW Block und wurde in der ersten Modellreihe nur in Details wie dem Lenker, den Handhebeln und durch den Antriebsstoßdämpfer gegenüber der DKW Block verändert. Der Antriebsstoßdämpfer im Motorblock bewirkte ein ruckarmes Anfahren und unterstützte den Fahrkomfort beim Gangwechsel. Es wurden zu den jeweiligen Typen auch Luxusausführungen hergestellt, die eine Dynastartanlage, verchromte sowie demontierbare Auspufftöpfe, einen verchromten Tank, Tachometer und Uhr als Armaturen haben.
Der Rahmen ist ein aus neun Teilen bestehender Pressstahl-Profilrahmen mit Unterzug, geschraubten Verbindungen und Anschluss für einen Seitenwagen. Grundsätzlich sind zwei Versionen zu unterscheiden: bis in das Produktionsjahr 1936 mit kurzem Rahmen und folgend mit verlängertem Rahmen und Radstand. Bezüglich Seitenwagen schrieb der Hersteller 1935 in der Betriebsanleitung: „Auf Grund unserer Erfahrungen empfehlen wir den Anbau von Seitenwagen nur für Zweizylindermaschinen.“ – Damit war die DKW SB 500 gemeint.
Die Modelle haben einen Einzylinder-Zweitaktmotor mit der für DKW lizenzierten Schnürle-Umkehrspülung. Der Verbrauch sank um etwa 40 % gegenüber herkömmlichen Konstruktionen und rückte in den Bereich der damaligen Viertaktmotoren. Die Kraft wird über Zahnräder vom Motor zu einem mit dem Motor in einem gemeinsamen Gehäuse verblockten Dreiganggetriebe übertragen, das Hinterrad wird über eine Kette angetrieben. Der Handschalthebel wird in einer Kulisse am Tank geführt. Alle Motoren haben eine Doppelport-Auspuffanlage.
Bei den Modellen mit verlängertem Rahmen gab es größere Scheinwerfer, veränderte Armaturenhalter und einen größeren Tank. Es wurden auch die demontierbaren Auspufftöpfe der vorherigen Luxusversion für alle Modelle übernommen. Ab 1938 wurde das Chrom am Tank durch polierte Hydronaliumstreifen ersetzt. Ferner gab es bei diesen Modellen eine kombinierte Hand-/Fußschaltung.
Die DKW Sport 250 unterscheidet sich vom Modell SB 250 lediglich durch einen durchlaufenden Unterzug unter dem Motor-Getriebe-Block, verstärkte Kupplung (3 statt 2 Lamellen) sowie „Amal-Sportgasgriff“.
|                                  | SB 200                                               | SB 250 (a)                                           | SB 300                                               | SB 350                                               |
| -------------------------------- | ---------------------------------------------------- | ---------------------------------------------------- | ---------------------------------------------------- | ---------------------------------------------------- |
| Baujahre                         | 1934–1938                                            | 1936–1938                                            | 1936–1938                                            | 1934–1938                                            |
| Motor                            | fahrtwindgekühlter Einzylinder-Zweitakt, Kickstarter | fahrtwindgekühlter Einzylinder-Zweitakt, Kickstarter | fahrtwindgekühlter Einzylinder-Zweitakt, Kickstarter | fahrtwindgekühlter Einzylinder-Zweitakt, Kickstarter |
| Steuerung                        | Schlitzsteuerung                                     | Schlitzsteuerung                                     | Schlitzsteuerung                                     | Schlitzsteuerung                                     |
| Ladungswechsel                   | Umkehrspülung                                        | Umkehrspülung                                        | Umkehrspülung                                        | Umkehrspülung                                        |
| Bohrung × Hub                    | 60 × 68 mm                                           | 68 × 68 mm                                           | 74 × 68 mm                                           | 76 × 76 mm                                           |
| Hubraum                          | 190 cm³                                              | 245 cm³                                              | 290 cm³                                              | 342 cm³                                              |
| Nennleistung                     | 7 PS (5,1 kW)                                        | 7,5 PS (5,5 kW)                                      | 9 PS (6,6 kW)                                        | 11 PS (8,1 kW)                                       |
| Vergaser                         | Amal                                                 | Amal                                                 | Amal                                                 | Amal                                                 |
| Schmierung                       | Zweitaktgemisch 1 : 20–25                            | Zweitaktgemisch 1 : 20–25                            | Zweitaktgemisch 1 : 20–25                            | Zweitaktgemisch 1 : 20–25                            |
| Getriebe                         | 3-Gang-Getriebe                                      | 3-Gang-Getriebe                                      | 3-Gang-Getriebe                                      | 3-Gang-Getriebe                                      |
| Endantrieb                       | Kette                                                | Kette                                                | Kette                                                | Kette                                                |
| Rahmenbauart                     | Pressstahl-Profilrahmen mit Unterzug                 | Pressstahl-Profilrahmen mit Unterzug                 | Pressstahl-Profilrahmen mit Unterzug                 | Pressstahl-Profilrahmen mit Unterzug                 |
| Radaufhängung vorn               | Parallelogrammgabel mit Schraubenfeder               | Parallelogrammgabel mit Schraubenfeder               | Parallelogrammgabel mit Schraubenfeder               | Parallelogrammgabel mit Schraubenfeder               |
| Radaufhängung hinten             | Starrrahmen                                          | Starrrahmen                                          | Starrrahmen                                          | Starrrahmen                                          |
| Bremsen                          | Innenbackenbremsen vorn und hinten                   | Innenbackenbremsen vorn und hinten                   | Innenbackenbremsen vorn und hinten                   | Innenbackenbremsen vorn und hinten                   |
| Bremsen-Ø vorn/hinten            | 150/150 mm                                           | 150/150 mm                                           | 150/150 mm                                           | 150/170 mm                                           |
| Bremsen-Backenbreite vorn/hinten | 22/22 mm                                             | 22/22 mm                                             | 22/22 mm                                             | 22/25 mm                                             |
| Leergewicht                      | 115 kg                                               | 120 kg                                               | 120 kg                                               | 130 kg                                               |
| Höchstgeschwindigkeit            | 90 km/h                                              | 95 km/h                                              | 100 km/h                                             | 110 km/h                                             |

## Geländesportmodelle

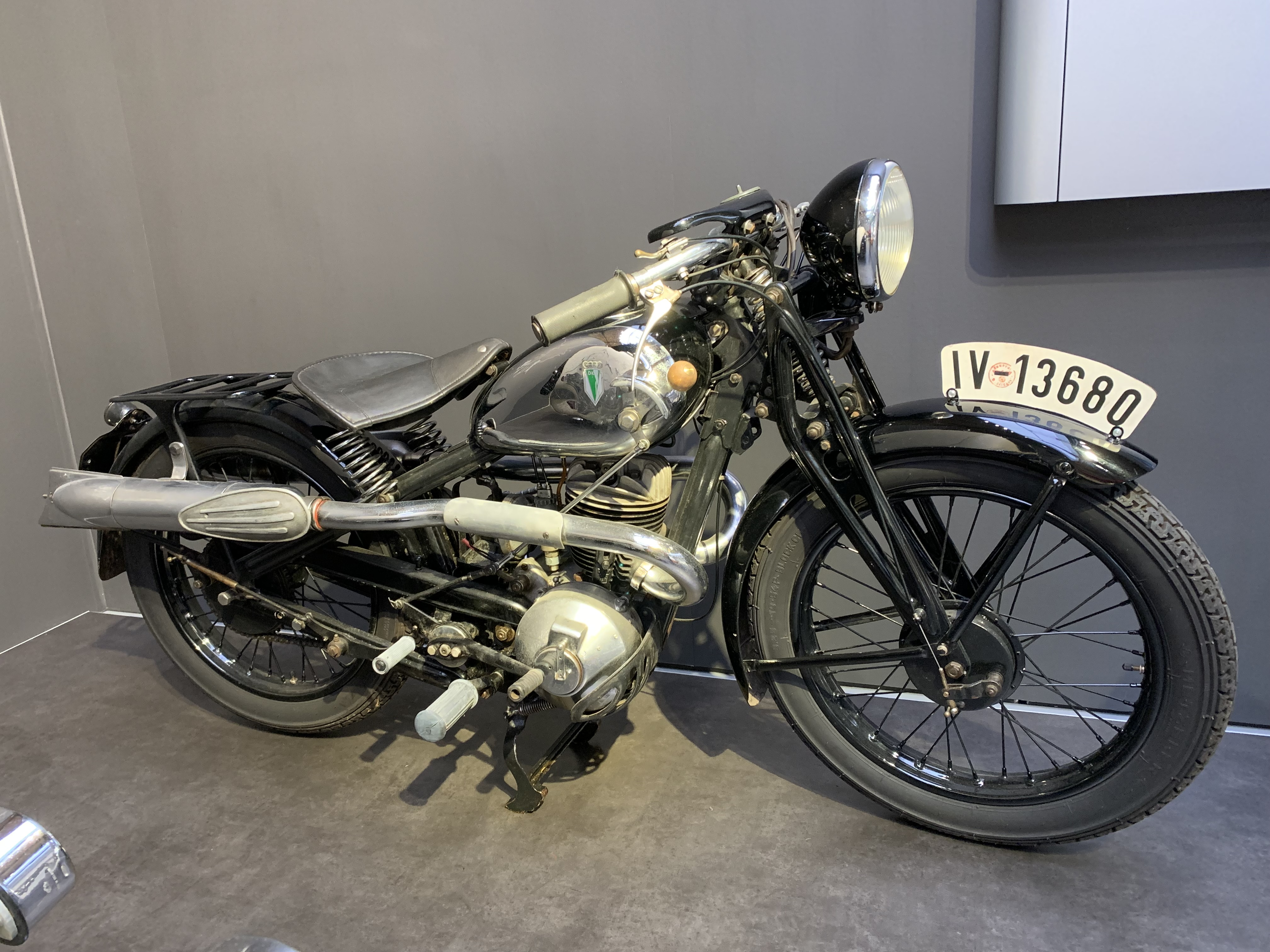
DKW SB 250 in GS-Ausführung

Die SB-Modelle, inklusive der Sport 250, wurden vom Hersteller auch in Geländesportausführung gefertigt. Die wesentlichen Unterschiede sind: hochgelegte Auspuffanlage mit Hitzeschutzblechen, tiefer profilierte Bereifung, verkürzter Vorderradkotflügel, Motorschutzblech und kombinierte Hand- und Fußschaltung. Es gab überdies eine „zweite Ausführung“, bei der zudem Lichtmaschine, Regler und Batterie gegen Wasser abgedichtet sind und der Vergaseransaugstutzen höher liegt.